# Église Candelária
L'église de Candelária  (Igreja de Nossa Senhora da Candelária), est une église historique importante dans la ville de Rio de Janeiro, dans le sud-est du Brésil. Elle a été construite et décorée au cours d'une longue période, à partir de 1775 jusqu'à fin du XIXe siècle. L'église combine l'architecture baroque de sa façade avec l'architecture néoclassique et des éléments néo-renaissance à l'intérieur.

## Histoire

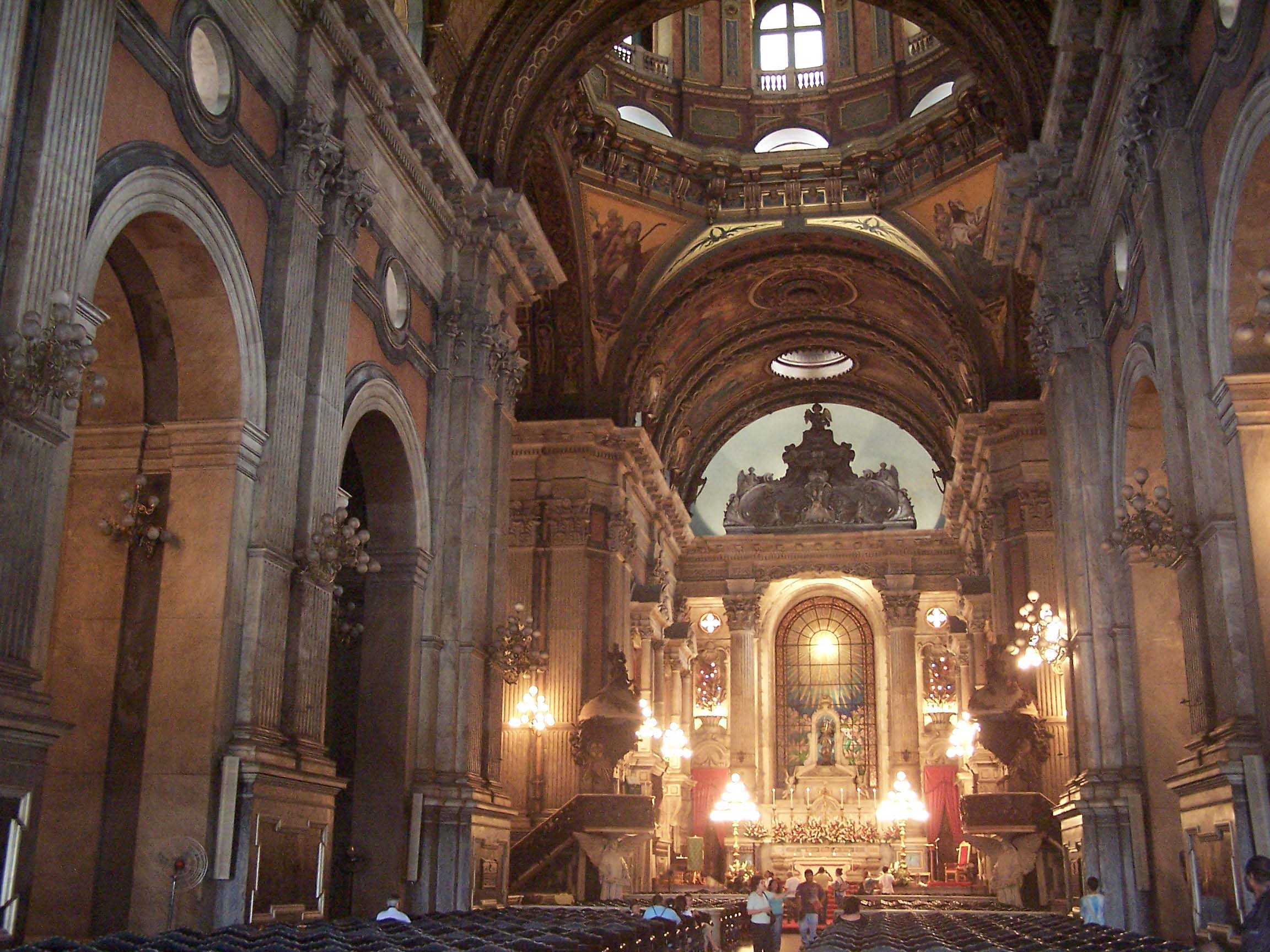
Intérieur de l'église Candelária, vers la chapelle

Quasi légendaire, l'histoire au sujet de l'établissement de l'église a débuté en 1609, où un bateau appelé « Candelária » (en hommage à Notre-Dame de Candelaria) a presque coulé pendant une tempête. En arrivant à Rio de Janeiro, Antônio Martins Palma et Leonor Gonçalves commanditèrent le bâtiment d'une petite chapelle pour accomplir le serment qu'ils avaient fait pendant la tempête. Cette petite chapelle, consacrée à Notre-Dame de  Candelária a été construite peu après. En 1634, elle devint la seconde paroisse de Rio. La fraternité de la Candelária fut créée pour veiller à son entretien.
Dans la deuxième moitié du XVIIIe siècle, comme la chapelle avait besoin de réparation, l'ingénieur militaire Francisco João Roscio, venu du Portugal, fut chargé du projet d'un nouveau  bâtiment plus grand. Les travaux commencèrent en 1775 et l'église - non encore finie - fut inaugurée en 1811 en présence du Roi Jean VI du Portugal, qui était alors à Rio avec la cour du Portugal à cause des guerres napoléoniennes.
Vers 1856, les toits en pierre des bas-côtés ont été terminés, mais le dôme au-dessus de la croisée restait à faire. Le dôme sera seulement achevé en 1877 après l'intervention de plusieurs architectes. Le dôme et ses huit statues ont été faits en pierre blanche de Lioz, de Lisbonne, par José Cezário de Salles et apportés au Brésil par bateau. Une fois fini, le dôme de la Candelária est devenu la plus haute structure de la ville.
La nuit du 23 juillet 1993, lors du massacre de la Candelária (en), huit adolescents des rues ont été abattus par un groupe d'hommes dont certains étaient des policiers.